# Aloe brunneostriata
Aloe brunneostriata là một loài thực vật có hoa trong họ Măng tây. Loài này được Lavranos & S.Carter mô tả khoa học đầu tiên năm 1992.